# Krăstava, Pazardjik
Krăstava (în bulgară Кръстава) este un sat în comuna Velingrad, regiunea Pazardjik,  Bulgaria. 

## Demografie
Componența etnică a satului Krăstava
     Bulgari (6,71%)
     Nicio identificare (54,15%)
     Altele (39,13%)
La recensământul din 2011, populația satului Krăstava era de 1.058 locuitori. Nu există o etnie majoritară, locuitorii fiind  și bulgari (6,71%). Pentru 54,15% din locuitori nu este cunoscută apartenența etnică.